# الاتحاد الأرثوذكسي
الاتحاد الأرثوذكسي (مختصر بالانجليزية: OU )  هو أحد أكبر المنظمات اليهودية الأرثوذكسية في الولايات المتحدة. تأسست الاتحاد الأرثوذكسي عام 1898،  وتدعم شبكة من المعابد اليهودية، وبرامج الشباب، وبرامج الدعوة اليهودية والدينية الصهيونية، وبرامج للمعاقين، وبرامج الدراسات الدينية المحلية، والوحدات الدولية التي لها مواقع في إسرائيل وأوكرانيا سابقًا. تحتفظ الوحدة التنظيمية بخدمة اعتماد الكوشير، والتي يكون رمزها على شكل حرف U محاطًا بدائرة،U+24CA Ⓤ موجودة على ملصقات العديد من المنتجات الغذائية التجارية والاستهلاكية الكوشر.
عادة ما تعرف معابدها وحاخاماتها أنفسهم باليهودية الأرثوذكسية الحديثة.

## روابط خارجية
- الموقع الرسمي للاتحاد الأرثوذكسي

1. ↑  The Orthodox Union has been known by several names, sometimes simultaneously. It was initially called the Union of Orthodox Jewish Congregations of America but was often mistakenly referred to as the Union of Orthodox Hebrew Congregations of America.[1] The formal title was typically shortened to "Orthodox Union" or "OU".

As the OU's scope expanded, synagogue services became an increasingly smaller part of its focus, and the formal name no longer made sense. The name was officially changed to '"Orthodox Union" in the early 21st century.